# Iphionopsis
Iphionopsis es un género de plantas fanerógamas perteneciente a la familia de las asteráceas. Comprende 3 especies descritas y de estas, solo 2  aceptadas.

## Taxonomía
El género fue descrito por Arne A. Anderberg y publicado en Nordic Journal of Botany 5: 52. 1985. L especie tipo es Iphionopsis rotundifolia (Oliv. & Hiern) Anderb.

## Especies
- Iphionopsis oblanceolata N.Kilian
- Iphionopsis rotundifolia (Oliv. & Hiern) Anderb.